# Jordi Galceran
Jordi Galceran i Ferrer (Barcelona, 5 de marzo de 1964) es un dramaturgo, guionista y traductor español, internacionalmente conocido por su obra El método Grönholm (El mètode Grönholm). Actualmente vive en Barcelona. Escribe tanto en catalán como en castellano.

## Biografía
Estudió Filología Catalana en la Universidad de Barcelona. Luego estuvo trabajando siete u ocho años en el Departamento de Educación de la Generalidad de Cataluña. A partir de 1988 comenzó a escribir obras de teatro, siempre recibidas con éxito y premios: en 1995, con Palabras encadenadas (Paraules encadenades), ganó el XX Premio Born de Teatre, y en 1996, el Premio de la crítica Serra d'Or a la mejor obra en lengua catalana, y su siguiente pieza Dakota (1995) obtuvo el premio Ignasi Iglesias. A partir de entonces le ofrecieron trabajo como guionista del culebrón de TV3 Nissaga de poder y, como ganaba más y trabajaba menos que en la Generalidad, dejó su puesto allí y se dedicó exclusivamente a escribir teatro. Junto a Albert Guinovart estrenó en 2002 el musical Gaudí. En 2005 escribe y estrena Carnaval. En 2007 escribe Cancún, llevada al escenario en el Teatre Borrás de Barcelona en octubre de 2008). La película Frágiles de Jaume Balagueró está basada en el guion de Galceran, mientras El método de Marcelo Piñeyro es una adaptación de El método Grönholm. Actualmente participa en el musical de El Rey León en Madrid como adaptador del libreto al español. Su comedia El crédito se estrenó en 2013 en Barcelona y en Madrid con gran éxito y poco después ya había sido traducida a cuatro idiomas. Ha realizado traducciones y adaptaciones de Neil Simon (They’re playing our song), Carlo Goldoni (La trilogia della Villeggiatura), Tim Firth (Neville’s Island), Ben Hecht (The Front Page), Nikolái Gógol (L’inspector) y Dusan Kovacevic (The professional) Diez años después de El crédito, y tras empezar más de cincuenta textos que no terminó porque le sonaba que todo ya lo había visto, estrenará una nueva obra en Barcelona: FitzRoy.

## Obras
- – (1994). Surf.
- – (1995). Palabras encadenadas.
- – (1995). Dakota.
- – (2002). Gaudí, musical.
- – (2003). El método Grönholm.
- –(2005). Carnaval.
- – (2007). Cancún.

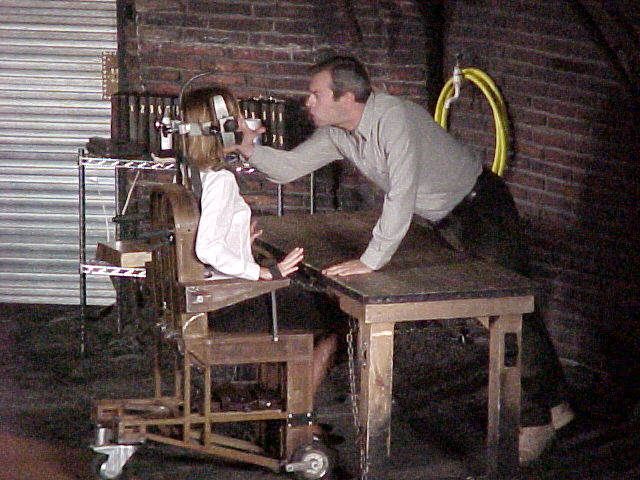
Carlos Sobera, junto a Elisa Matilla, durante la representación de "Palabras Encadenadas", en Puerto del Rosario, Fuerteventura el 19 de junio de 2001.

- – (2009). Adaptación de El inspector general de Nikolái Gógol.
- – (2010). Burundanga. El final de una banda.
- – (2013). El crédito.
- – y Buixo, J. (2020). Adaptación de Los asquerosos de Santiago Lorenzo.
- – (2022). FitzRoy.

## Premios
- Premio Ignasi Iglesias (1995): Dakota.
- XX Premio Born de Teatro (1995): Paraules encadenades.
- Premio de la Crítica "Serra d’Or" de teatro (1997): Paraules encadenades.
- Premio Butaca (temporadas 1996-1997 y 1997-1998): Paraules encadenades y Dakota.
- Premio Butaca (2003): Gaudí.
- XXI Premio Ercilla de Teatro a la mejor creación dramática (2004): El método Grönholm.
- VIII Premio Max al mejor autor teatral en catalán (2005): El método Grönholm.
- XXXIV Premio Mayte al hecho teatral más destacado (2005): El método Grönholm.